# محمد بن عيسى (لاعب كرة قدم)
محمد بن عيسى (موليد 29 مايو 1983) هو لاعب كرة قدم محترف جزائري. يلعب حاليًا كمدافع عن نادي الرابطة الجزائرية لأولمبي المدية.

## إحصائيات
| أداء النادي     | أداء النادي     | أداء النادي      | الدوري  | الدوري  | كأس الوطني  | كأس الوطني  | كأس الدوري | كأس الدوري | المجموع | المجموع |
| الموسم          | النادي          | الدوري           | تطبيقات | الأهداف | تطبيقات     | الأهداف     | تطبيقات    | الأهداف    | تطبيقات | الأهداف |
| الجزائر         | الجزائر         | الجزائر          | الدوري  | الدوري  | كأس الجزائر | كأس الجزائر | كأس الدوري | كأس الدوري | المجموع | المجموع |
| --------------- | --------------- | ---------------- | ------- | ------- | ----------- | ----------- | ---------- | ---------- | ------- | ------- |
| 2010-11         | أولمبيك ميديا   | الدوري الفرنسي 2 | -       | 0       | 1           | 0           | -          | -          | -       | -       |
| 2011-12         | أولمبيك ميديا   | الدوري الفرنسي 2 | 11      | 0       | 2           | 0           | -          | -          | 13      | 0       |
| المجموع         | الجزائر         | الجزائر          | -       | -       | -           | -           | -          | -          | -       | -       |
| المجموع الوظيفي | المجموع الوظيفي | المجموع الوظيفي  | -       | -       | -           | -           | -          | -          | -       | -       |

## روابط خارجية
- محمد بن عيسى على موقع قاعدة بيانات كرة القدم.إي يو (الإنجليزية)
- محمد بن عيسى على موقع Soccerway.com (الإنجليزية)